# Pleasanton, California
Pleasanton, California là một thành phố thuộc quận Alameda trong tiểu bang California, Hoa Kỳ. Thành phố có tổng diện tích 24,266 dặm vuông Anh (62,85 km2), trong đó diện tích đất là 24,113 dặm vuông Anh (62,45 km2). Theo điều tra dân số Hoa Kỳ năm 2010, thành phố có dân số 70.285 người, là thành phố lớn thứ 100 bang California năm 2010.
Khu vực này có độ cao trung bình 106 mét trên mực nước biển. Thành phố là ngoại ô trong khu vực vịnh San Francisco nằm khoảng 25 dặm (40 km) về phía đông Oakland, và 6 dặm (9,7 km) về phía tây của Livermore. Trong năm 2005 và 2007, Pleasanton được xếp hạng các thành phố cỡ trung bình giàu có tại Hoa Kỳ của Cục điều tra dân số. Pleasanton là trụ sở của Safeway Inc và Polycom. Mặc dù Oakland là thủ phủ quận Alameda, một vài văn phòng quận và một tòa án nằm ở Pleasanton. Ngoài ra, các nhà tù chính của quận trong thành phố lân cận Dublin. 
Pleasanton là số 63 trong danh sách "Những nơi tốt nhất để sinh sống" trong bầu chọn năm 2010 của CNNMoney.com.